# Cupa Challenge 1900-1901

## Ediția a IV-a,1900-1901

### Echipele Participante
| Imperiul Austriei | Wiener Athletiksport Club Wiener FC 1898 First Vienna FC 1894 Vienna Cricket and Football Club |
| Regatul Boemiei   | ČAFC Královské Vinohrady SK Slavia Praga                                                       |

## Sferturi de Finală / Semifinalele Austriece
| 2 decembrie 1900 | First Vienna FC 1894 | 1 – 2 | Vienna Cricket and Football Club | Viena |
| 2 decembrie 1900 | Harry Falke '90'     |       | Redfern                          | Viena |

| 30 decembrie 1900 | Wiener Athletiksport Club | 4 – 2 | Wiener FC 1898 | Viena |
| 30 decembrie 1900 |                           |       |                | Viena |

## Semifinale

### Finala Cehă (Boemiană)
| 30 decembrie 1900 | SK Slavia Praga | 13 – 1 | ČAFC Královské Vinohrady | Praga |
| 30 decembrie 1900 |                 |        |                          | Praga |

### Finala Austriacă
| 10 martie 1901 | Wiener Athletiksport Club | 5 – 3 | Vienna Cricket and Football Club | Prater, Viena |
| 10 martie 1901 |                           |       |                                  | Prater, Viena |

## Finala
| 21 aprilie 1901 | Wiener Athletiksport Club | 1 – 0 | SK Slavia Praga | WAC-Platz, Viena Arbitru: Rosenfeld (Austria) |
| 21 aprilie 1901 | Taurer                    |       |                 | WAC-Platz, Viena Arbitru: Rosenfeld (Austria) |

## Echipele Finaliste
- Wiener AC
  - Philipp Nauss
  - Emil Wachuda, Karl Sokol
  - Heinrich Haller, Dr. Steiner, Strauss, Johann Studnicka
  - Friedrich Dettelmaier, Josef Taurer, Gustav Huber, Cornelius von Hoffmann,

- SK Slavia Praga
  - Karel Vosátka
  - Páclt, Julius Vosátka
  - Štrympl, Hrabí, Kryž
  - Jindřich Baumruk, Stöckl, Zámostrý, Kindl, Ivan Setzer

| Cupa Challenge 1900-1901                 |
| ---------------------------------------- |
| Wiener Athletiksport Club (Primul Titlu) |